# ブルーゼファー
ブルーゼファー（BLUEZEPHYR）は、近海郵船が運航していたフェリー。釧路と東京を結ぶ航路に就航していた。

## 概要
同航路に従来就航していたまりもに代わり、姉妹船のサブリナに続いて1990年に就航、7月22日の東京発を第一便とし、東京 - 釧路を約31時間で結んだ。
船名は従来のフェリーのイメージを一新すべく「青い微風」の意味でギリシャ神話に登場するゼフュロスの英語名を入れ爽やかなそよ風を象徴するものとし、アルファベットの最後となる「Z」を入れ「究極の」という意味を含んだものとした。
後に、帯広商工会議所の要望により上り便のみ十勝港への寄港を開始したが、旅客、貨物の減少が続き、1998年の通年乗船率は20パーセント以下に落ち込んだため、釧路港発着のRO-RO船による運航に切り替えられることになり、1999年11月13日釧路発の最終便に用いられ、11月14日で運航を終了した。
その後、中国の津川国際客貨航運へ売却され天仁となり、大韓民国の仁川港と中華人民共和国の天津港間を結ぶ国際航路に就航し、2020年にバングラデシュのチッタゴンに移送され解体された。

## 船内
船体内外のデザインにデザイナーを起用し、旅客重視の豪華な船内設備でクルーズフェリーと称していた。先行して建造された1番船のサブリナは、1990年のグッドデザイン賞を受賞している。コンセプトは「大地を舞う風のオブジェ」「風と大地」であった。ファンネルマークは、従来の近海郵船のものと異なる2羽の丹頂鶴をイメージしたものとなっていた。
Aデッキ
- イベントホール「オーロラ」

Bデッキ
- レストラン「プリマベーラ」（150席）
- バックラウンジ
- スポーツコーナー
- ミーティングルーム（3室）
- フォワードサロン（1等・特等客用）
- プロムナードギャラリー
- マガジンコーナー
- サンデッキ
- 特等室「ロイヤルステート」（8室・24名）
- 1等洋室「ファーストファミリー」（6室・30名）
- 1等洋室「ファーストツイン」（16室・32名）
- 1等和室「ファーストシングル」（8室・8名）

Cデッキ
- 乗下船口
- フロント
- TVコーナー
- ショッピングコーナー
- 展望風呂
- ゲームコーナー
- チルドレンズコーナー
- コーヒーラウンジ（60席）
- ビアデッキ
- フォワードサロン（2等客用）
- 2等特別室「デラックスコンパート」（24室・108名）
- 2等寝台「ツーリストベッド」（4室・240名）
- 2等和室「ツーリストルーム」（7室・204名）
- ドライバーズルーム「スペシャルコンパート」（20名）